# Christoph Platzer
Christoph (Johann oder Jacob) Platzer (* 1659 in Eppan; † 1733 in Passau) war ein Historien- und Bildnismaler.

## Leben

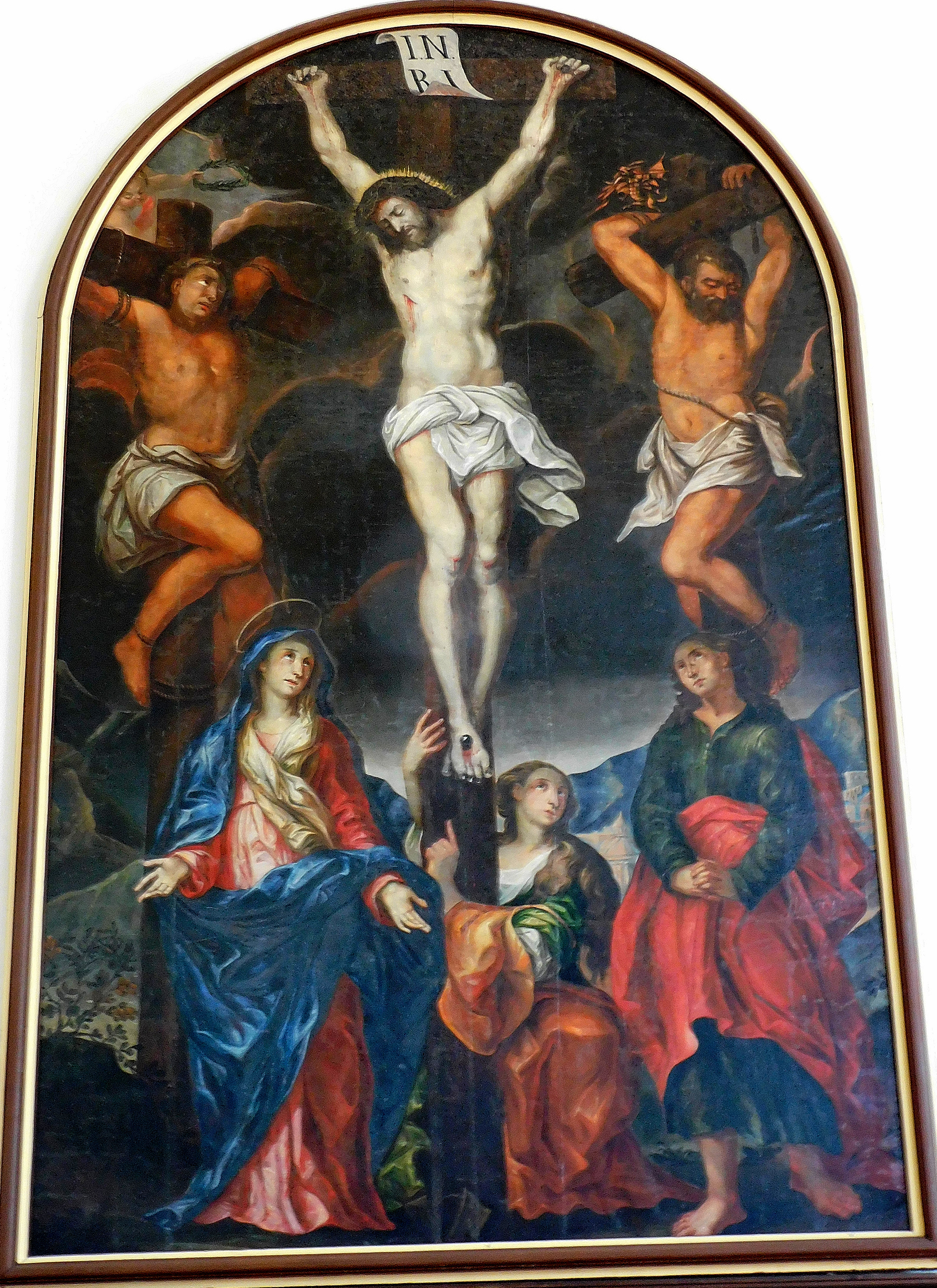
Kreuzigung Christi, Kapuzinerkirche Kitzbühel, um 1707

Christoph Platzer entstammte wohl einer Süd-Tiroler Malerfamilie und wurde 1659 in der Gemeinde Eppan bei Bozen geboren. Sein Bruder Johann Viktor Platzer (1665–1708) war ebenfalls Maler. Im Zeitraum von 1723 bis 1728 unterrichtete Platzer seinen später bekannteren Neffen Johann Georg Platzer.
Er war zunächst als „Hausoffizier“, wohl ein Kammerdiener, des Domherrn Paris Dominikus Freiherr von Wolkenstein in Salzburg tätig. Im Jahr 1696 wurde der „geweste Hausmeister und Maler“ mit der Anfertigung eines Hochaltarbilds für die Kajetanerkirche zu Salzburg betraut.
Spätestens 1699 avancierte er zum „hochfürstl. Hofmaler“ in Passau und arbeitete in der Folge für die Passauer Fürstbischöfe, nämlich bis 1717 für Kardinal Johann Philipp von Lamberg (66.), bis 1722 für Raymund Ferdinand von Rabatta (67.) und bis 1733 für Joseph Dominikus von Lamberg (68.). Er erhielt bischöfliche Aufträge für Altar- und Heiligenbilder in verschiedenen Sakralbauten (Kirchen und Klöster) u. a. in Neuhofen und in Niedernburg. Um 1710 malte er die Altarbilder in der Kirche des Kapuzinerklosters Kitzbühel. In der Pfarrkirche St. Johannes der Täufer in Vilshofen an der Donau werden ihm die Altarbilder Geburt Christi und Kreuzigung Christi zugeschrieben. In der Klosterkirche zu Niederalteich ist die Feuerprobe der Hl. Kunigunde bezeugt. Außerdem verantwortete er die vier Altarblätter für die Klosterkirche der Augustinerchorherren St. Nikola in Passau. Im Jahr 1733 verstarb Platzer als „Kammerdiener und Mahler“ in Passau.
Als Porträtmaler bis heute wenig erforscht, malte er um 1710 den jungen Barockkomponisten Georg Friedrich Händel. Das Werk befand sich zuletzt im Händel-Haus in Halle an der Saale und wurde 1948 aus dem Musikmuseum gestohlen.